# Storm Front (album)
Storm Front è l'undicesimo album discografico in studio del cantautore statunitense Billy Joel, pubblicato nel 1989. 

## Tracce
1. That's Not Her Style – 5:10
2. We Didn't Start the Fire – 4:50
3. The Downeaster 'Alexa' – 3:44
4. I Go to Extremes – 4:23
5. Shameless – 4:26
6. Storm Front – 5:17
7. Leningrad – 4:06
8. State of Grace – 4:30
9. When in Rome – 4:44
10. And So It Goes – 3:38